# Alexander Ring
Alexander Ring (Helsinki, 1991. április 9. –) finn válogatott labdarúgó, a HJK  játékosa. Pályafutását német és belga utánpótláscsapatokban kezdte.

## Klubcsapatokban

### A kezdetek
Hároméves korában Bonnba költözött családjával, itt és Belgiumban nőtt fel. Ring a Bayer 04 Leverkusen utánpótlásában került egyre feljebb, mielőtt 2008-ban visszatért családjával Finnországba.

### HJK
2009-ben szerződött a HJK tartalékcsapatába, a Klubi-04-be, 2010 augusztusában írt alá profi szerződést az első csapattal. Azonban a szezon hátralevő részére kölcsönadták az azóta már megszűnt Tampere Unitednek. A szezon végén visszaért a fővárosi csapathoz, ahol 2011 elején az első számú labdatartó középpályásnak számított.
2011. szeptember 26-án meghosszabbította szerződését a HJK-val, amely értelmében 2015-ig a klubnál marad. 2011 decemberében szárnyra kaptak olyan pletykák, mely szerint a német élvonalbeli Borussia Mönchengladbach januárban szerződtetné 1 millió euró körüli összegért.

### Kölcsönben a Mönchengladbachnál
2012. január 5-én bejelentették, a Mönchengladbach 2013 nyaráig kölcsönveszi Ringet, a szezon végén vételi opcióval. 2012. március 10-én Ring bemutatkozott a Bundesligában a Freiburg ellen, augusztus 21-én az ukrán Dinamo Kijiv elleni 2012–2013-as UEFA-bajnokok ligája-selejtezőpárharc első meccsén megszerezte első gólját, de 1–3-ra kikaptak Azonban habár voltak kiváló meccsei, Ring kiesett a bizalomból, 2013 februárjában biztossá vált, a Borussia nem él vételi opciójával.

### 1. FC Kaiserslautern
2013 júniusában a másodosztályú 1. FC Kaiserslauternhez szerződött. Jól kezdett, azonban a vezetőedző Franco Foda 2013. szeptemberi menesztése után nehezen került be a kezdőcsapatba. Azonban ő kezdett a Bayer Leverkusen és a Bayern München elleni kupameccseken. Első gólját 2014 augusztusában az SV Sandhausen ellen szerezte.

### Ismét HJK
2025. február 5-én kétéves szerződést írt alá korábbi klubjával a HJK csapatával.

## Válogatottban
Ring a finn kupában és a Veikkausliigában mutatott jó teljesítménye válogatott behívót ért a finn labdarúgó-válogatott új szövetségi kapitányától, Mixu Paatelainentől 2011 májusában. 2011. június 7-én mutatkozott be, 5–0-ra kikaptak Svédországtól. A finnek sztárja, Roman Eremenko szerint Ring hamarosan a válogatott kulcsjátékosává válhat: "Ismertem Alexet, mikor megérkezett a válogatottba, de korábban nem láttam egy meccsét sem. Mikor megérkezett, nyilvánvalóan arra törekedett, hogy itt maradjon. Félelem nélkül játszott."

### Góljai a válogatottban
Először Finnország góljai vannak listázva
| #  | Dátum               | Helyszín                       | Ellenfél  | Állás | Eredmény | Kiírás                         |
| -- | ------------------- | ------------------------------ | --------- | ----- | -------- | ------------------------------ |
| 1. | 2013. március 26.   | Stade Josy Barthel, Luxembourg | Luxemburg | 1–0   | 3–0      | Barátságos                     |
| 2. | 2017. szeptember 2. | Tampere Stadium, Tampere       | Izland    | 1–0   | 1–0      | 2018-as labdarúgó vb-selejtező |

## Statisztikák

### Válogatottban
2017. szeptember 2. szerint
| Finn labdarúgó-válogatott | Finn labdarúgó-válogatott | Finn labdarúgó-válogatott |
| Év                        | Meccs                     | Gól                       |
| ------------------------- | ------------------------- | ------------------------- |
| 2011                      | 6                         | 0                         |
| 2012                      | 7                         | 0                         |
| 2013                      | 9                         | 1                         |
| 2014                      | 7                         | 0                         |
| 2015                      | 5                         | 0                         |
| 2016                      | 8                         | 0                         |
| 2017                      | 2                         | 1                         |
| 2018                      | 0                         | 0                         |
| Összesen                  | 44                        | 2                         |

## Érdekességek
Ringnek nincs német állampolgársága, habár élete nagy részét Németországban töltötte. A Maali! 3/2011-ben azt mondta: "Sosem akartam német állampolgárságot. Természetes volt, hogy finn színekben akarok játszani".

## Sikerei, díjai

### Klubcsapatokban
HJK
- Veikkausliiga: 2010, 2011
- Finn labdarúgókupa: 2011

## Fordítás
Ez a szócikk részben vagy egészben  az   Alexander Ring című angol Wikipédia-szócikk ezen változatának fordításán alapul.  Az eredeti cikk szerkesztőit annak laptörténete sorolja fel. Ez a jelzés csupán a megfogalmazás eredetét és a szerzői jogokat jelzi, nem szolgál a cikkben szereplő információk forrásmegjelöléseként.